# El Niño
Cet article concerne le courant marin et le phénomène climatique. Pour les autres significations, voir El Niño (homonymie).
Ne doit pas être confondu avec El Niño – Oscillation australe.
El Niño est un phénomène océanographique cyclique pseudo-périodique apparaissant certaines années (tous les deux à sept ans), qui se caractérise par des températures de l'eau plus élevées que la moyenne dans la partie est de l'océan Pacifique sud, représentant une extension vers le sud du courant côtier saisonnier chaud du même nom au large du Pérou et de l'Équateur mettant fin à la saison de pêche. Le phénomène inverse, un peu moins fréquent, a reçu le nom de La Niña. Les années El Niño sont associées à des températures caniculaires mondiales. Ce phénomène est lié à un cycle de variation de la pression atmosphérique globale entre les zones est et ouest du Pacifique, nommé « oscillation australe », et les deux phénomènes sont réunis sous le titre de ENSO (El Niño-Southern Oscillation),.
El Niño est une conséquence régionale d'une modalité de la circulation atmosphérique générale entre les pôles et l'équateur. Son apparition déplace les zones de précipitations vers l'est dans l’océan Pacifique et empêche la remontée d'eau froide le long de la côte de l’Amérique du Sud, ce qui coupe la source de nutriments pour la faune de ces eaux et nuit considérablement à l’industrie de la pêche. Sans que toutes les relations physiques soient encore expliquées, El Niño est également associé à des changements sur les routes prises par les cyclones tropicaux, la position des zones de précipitations et de sécheresse, et le niveau de la mer par le changement de la pression moyenne. Cependant, à mesure de leur éloignement du bassin pacifique, les relations entre ces effets sont moins connues.

## Description

Exemple de cartographie des anomalies de réchauffement des températures de surface de la mer (TSM, ici en 2006) montrant un pic de réchauffement au large du Pérou dans le Pacifique.

Ce sont les pêcheurs sud-américains qui ont donné le nom d’El Niño au phénomène en faisant référence à l’Enfant Jésus, parce que certains des effets les plus importants se produisent autour de Noël. En temps normal (appelé anti-Niño ou La Niña), les côtes du Chili, du Pérou et de l'Équateur sont baignées par le courant froid de Humboldt se dirigeant vers le nord et balayées par les alizés maritimes, qui soufflent du sud-est vers le nord-ouest. Ces derniers chassent les eaux chaudes superficielles résiduelles du rivage et provoquent un vide qui est comblé par une remontée d'eaux froides des profondeurs, c’est le phénomène connu comme upwelling en anglais. Ces eaux, venant d’une profondeur de 100 à 200 m, sont riches en nutriments (azote, phosphore principalement) et permettent un fort développement planctonique qui attire les poissons, les oiseaux et favorise l’activité de la pêche.
Tous les ans, peu après Noël et ce jusqu’au mois d’avril, un faible courant côtier inverse se met en mouvement et s’écoule vers le sud. Par intervalles irréguliers, ce courant d’El Niño est plus important et descend davantage vers le sud. Les eaux froides sont remplacées par des eaux plus chaudes et les poissons disparaissent des côtes, affectant lourdement l’activité des pêcheurs. Dans la même période, les régions littorales habituellement peu pluvieuses du Nord du Pérou et de l’Équateur connaissent des précipitations abondantes. Ainsi, autrefois[Quand ?], une année El Niño était considérée pour l’agriculture dans ces régions comme une année d’abondance.

### Un phénomène mondial

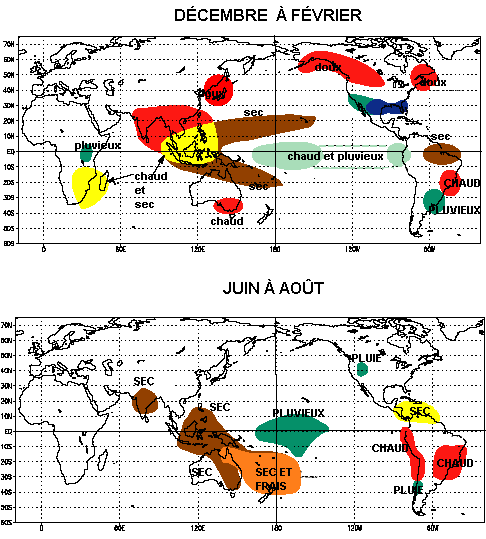
Effet mondial du El Niño.

Jusque dans les années 1990, le phénomène était considéré comme local. Depuis, une corrélation entre la période chaude et les changements climatiques planétaires à court terme a été mise en évidence. Un des résultats obtenus est la découverte du prolongement d’El Niño dans les régions tropicales de l’océan Indien et de l’océan Atlantique. Elle a été rendue possible grâce à une analyse de la surface de ces océans avec plus de 650 000 mesures effectuées par bateau. La somme de données utilisées couvre une période d’environ quinze ans. Un réchauffement cyclique de la surface de l’océan Atlantique équatorial a été observé douze à dix-huit mois après la fin du phénomène El Niño dans l'océan Pacifique. Il semblerait qu’il s’agisse d’une réponse passive au changement de pression atmosphérique et des alizés (entraînés par El Niño) dans la région. Cette réaction de l’océan Atlantique n’est pas vraiment expliquée à ce jour, mais tend à montrer la propagation à l’échelle mondiale des conséquences d'El Niño.
El Niño est désormais considéré comme ayant des répercussions mondiales, dans les trois principaux océans tropicaux. Ceci devrait faciliter la compréhension du climat sur toute la planète. Les modifications de la température océanique peuvent à l’échelle locale, modifier l'humidité absolue de la circulation atmosphérique, entraînant l’augmentation de la pluviométrie des régions environnantes, avec des conséquences dans la région Pacifique, et moindrement dans le reste du monde. Ces effets sont d'autant plus grands, fréquents et durables que l'énergie emmagasinée dans l'atmosphère et la mer augmente, avec la température, par effet de serre.
El Niño contribue à ces anomalies thermohygrométriques d’une manière encore mal expliquée, mais dont il est presque certainement responsable, l’humidité étant un des moteurs de l’atmosphère terrestre. Les applications de ces recherches permettront alors de mieux anticiper et parfois prévenir les conséquences désormais indéniables d'El Niño sur le système climatique global.

## Observations et impacts
El Niño est une modification spatio-temporelle des interrelations entre océan et atmosphère, avec des modifications de température de surface de la mer qui affectent les vents et la pluviométrie en causant de nombreux bouleversements climatiques. Des raisons encore mal comprises induisent certaines années un anticyclone anormalement faible, qui modifie le mouvement des eaux froides en surface du Pacifique équatorial, provoquant son réchauffement et un appauvrissement de plusieurs mois en nutriment (El Niño) avec de fortes modifications écologiques induites (carte ci-contre de la NOAA).

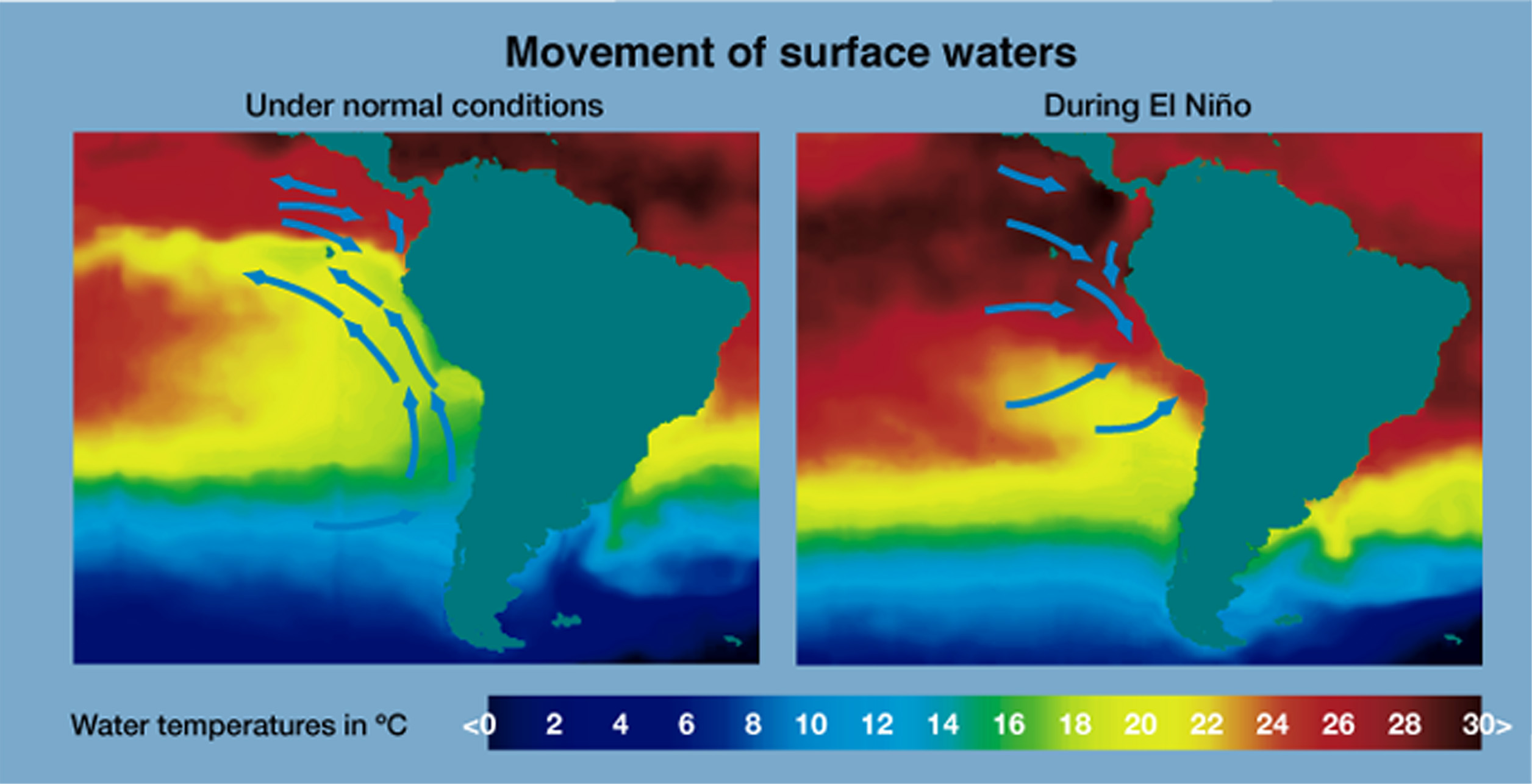
Mouvement des eaux de surface en période normale à gauche et sous El Niño à droite.

L’El Niño de 1982-1983 a eu des effets dramatiques en Équateur et dans le nord du Pérou où environ 250 cm de pluie tombèrent en six mois. Plus à l’ouest, les typhons ont été déroutés vers Hawaï ou Tahiti non préparées à de telles conditions météorologiques.
Les « ondes » du phénomène modifient la météorologie des régions les plus éloignées du globe, via un déplacement des zones de pluies tropicales, et en affectant les structures de vent sur toute la planète. Les nuages tropicaux porteurs de pluie déforment l’air qui les surplombe (8 à 16 km au-dessus du niveau de la mer).
En zone tropicale, les vents ainsi formés vont déterminer les positions des moussons et les routes des cyclones et des ceintures de vents intenses séparant les régions chaudes et froides à la surface de la Terre. Pendant les phénomènes El Niño, la zone de pluie centrée sur l’Indonésie se déplace vers l’est, vers le Pacifique central, affectant pour plusieurs années les ondes présentes dans les couches hautes de l’atmosphère et causant des anomalies climatiques en cascade sur d'autres régions du globe.

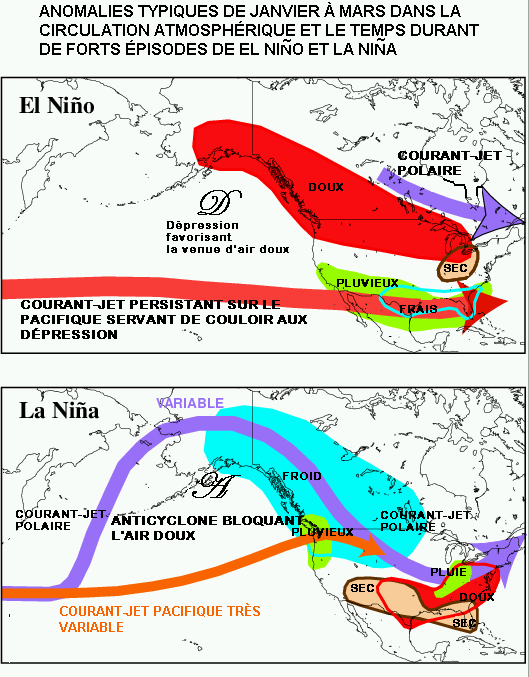
Effet du El Niño et de La Niña dans le Pacifique nord et sur l'Amérique du Nord.

Anomalies de températures mondiales et phénomènes El Niño et La Niña.

En zone tempérée, les effets climatiques d’El Niño sont plus marqués en hiver, avec, par exemple, des hivers plus doux au Canada occidental et dans le Nord-Ouest des États-Unis, et pluvieux dans le Sud des États-Unis (du Texas à la Floride). El Niño influe aussi sur la météo des autres saisons. El Niño n’est cependant qu’un des nombreux facteurs qui influencent les climats tempérés.
Ainsi, la version 1997 d’El Niño provoqua des sécheresses et des feux de forêts en Indonésie, de fortes pluies en Californie et des inondations au Sud-Est des États-Unis. La température moyenne estimée du globe, en surface a augmenté sur terre et en mer. Fin décembre 1997, une tempête battant des records a déversé jusqu’à 25 cm de neige dans le Sud-Est des États-Unis. Des vagues atteignant 4 mètres de haut ont déferlé au sud de San Francisco, de violentes tempêtes ont sévi en Floride, (tornades atteignant 400 km/h). Selon l'ONU, El Niño a en 1997-1998 fait plusieurs milliers de morts et blessés, et coûté de 32 à 96 milliards de dollars en dégâts.
En juin 2002, El Niño se faisait sentir dans les régions tropicales d’Amérique du Sud. Les pires orages des huit dernières décennies ont touché le Chili, et fin décembre, l’Australie subissait la pire des sécheresses d’un siècle (dite la « super-sèche »). Des tempêtes meurtrières ont touché la côte ouest des États-Unis avec cinq journées de grands vents et fortes pluies.
En 2014, le Pacifique était anormalement chaud. Début 2015, le cœur le plus chaud se déplace vers la côte ouest de l'Amérique du Sud (poussé par une circulation d'ouest) ; en août 2015 la température de la mer confirme un nouvel épisode d’El Niño parmi les quatre plus intenses depuis 1950, et les simulations informatiques du Met Office britannique annoncent un cycle similaire à celui de 1997-1998. Dès juin, la pluviométrie d'Asie du Sud-Est, d'Amérique centrale et du nord-est de l'Amérique du Sud chute. Selon le Met Office, il devait aggraver la sécheresse en Afrique du Sud, en Asie de l'Est, et les inondations en Amérique du Sud, localement catastrophiquement.
En 2015, El Niño est si fort que les météorologues américains le renomment par dérision « Bruce Lee ». En 2016, le phénomène est à nouveau particulièrement prononcé et laisse 3,5 millions de personnes dans l'attente d'une assistance humanitaire, selon l'Organisation des Nations unies pour l'alimentation et l'agriculture (FAO).
2017 est classée comme « non-El Niño » par le rapport sur l'état du climat (publié mi-2018) mais néanmoins année la plus chaude jamais mesurée pour une année « d’El Niño-neutre ».
El Niño déclenche historiquement des catastrophes météorologiques, telles que sécheresses, inondations, stress de la végétation et mauvaises récoltes. Des psychologues pensent aussi que les comportements agressifs sont généralement plus répandus selon une étude citée dans le journal Le Monde et on note une augmentation de 25 % des guerres civiles dans le monde,,.

### Occurrences
Chronologie (sur une ligne du temps) des épisodes El Niño survenus en plus d’un siècle (à partir de 1900),.
Il n'y a pas encore de consensus sur une éventuelle influence du réchauffement climatique anthropique en termes de fréquence, de force ou de durée des événements El Niño, mais les recherches sur les événements El Niño plus forts, plus longs, plus courts ou plus faibles pourront éclairer ces questions et les enjeux humains et écologiques associés,. Quelques points font cependant consensus :
- le phénomène n'a pas toujours existé, mais des événements El Niño se produisent depuis plusieurs milliers d'années[20]. Ils ont par exemple affecté la culture moche (culture précolombienne pré-incaïque du Pérou) qui sacrifiait des humains pour tenter d'éviter les trop fortes pluies[21] ;
- les événements ENSO majeurs ont été repérés dans les années 1790–1793, 1828, 1876–1878, 1891, 1925–1926, 1972–1973, 1982–1983, 1997–1998 et 2014–2016[22],[23],[24] ;
- au moins une trentaine d'événements El Niño se sont manifestés depuis 1900, avec les événements de 1982–83, 1997–98 et 2014–16 (en) parmi les plus forts jamais enregistrés[16],[17]. De 2000 à 2023, 6 événements El Niño ont été observés en 2002-2003, 2004-2005, 2006-2007, 2009-2010, 2014–2016[16] et 2023-2024[25] ;
- l’anomalie se produit à intervalles irréguliers (tous les deux à sept ans). Elle dure de neuf mois à deux ans[26] ;
- l'intervalle moyen est de cinq ans ; quand le réchauffement dure de sept à neuf mois, on parle de « conditions El Niño » et quand il dure plus de neuf mois, on parle d'« épisode El Niño »[27] ;
- lors des épisodes El Niño les plus forts, un pic secondaire de température de surface de la mer apparait parfois dans l'extrême est de l'océan Pacifique équatorial, après le pic initial[28].

### Données fossiles et paléontologiques
Les enregistrements les plus anciens du phénomène El Niño sont datés de 130 000 ans et ont été obtenus à partir de coraux fossiles de Papouasie-Nouvelle-Guinée. Les simulations climatiques suggèrent cependant que l’ENSO (El Niño Southern Oscillation) existe depuis la période Pliocène (5,3 à 2,6 Ma). Les reconstructions paléoclimatiques de l’activité d’El Niño ont pour but de tester si l’activité du phénomène (sa fréquence et son intensité) a été sensible aux changements climatiques globaux du passé, ce qui aiderait à prédire sa réaction au changement climatique anthropique actuel.
Diverses techniques existent pour retrouver les traces anciennes de l’activité d’El Niño. La plus directe consiste à reconstruire, à partir d’indicateurs géochimiques (comme les isotopes de l’oxygène) mesurés le long de l’axe de croissance de coraux ou de mollusques fossiles, les variations mensuelles de la température de l’eau à l’époque où ces organismes ont vécu. Les résultats les plus récents montrent que l’ENSO a connu une période de très faible activité dans le Pacifique central et oriental il y a 6 000  à   3 000 ans,. L’analyse de coquilles de mollusques fossiles provenant de sites archéologiques péruviens suggère que l’activité actuelle de l’ENSO est la plus forte de tout l’Holocène (10 000 dernières années),.
Une hypothèse, présentée dans la revue Science en 2024, basée sur une étude de Yadong Sun et ses collaborateurs (2024) publiée dans la même revue est qu'un méga-El Niño (ayant duré peut-être plus de sept ans) aurait pu, il y a environ 250 millions d'années, jouer un rôle dans l'extinction Permien-Trias (où plus de 80 % des espèces marines et les deux tiers des espèces terrestres ont disparu), en provoquant ou entretenant des conditions météorologiques extrêmes, dans une période où des éruptions volcaniques avaient (dans la zone de l'actuelle Sibérie) libéré des quantités de  dioxyde de carbone qui avaient porté le taux de ce gaz dans l'atmosphère à 800 ppmm, ce qui aurait contribué à un El Niño « plus redoutable que tout autre dans l’histoire, durant jusqu’à 7 ans ». Une crainte est qu'un tel phénomène puisse se reproduire, et déclencher des évènements similaires à ceux du Permien.

### Effets écologiques et éco-épidémiologiques
Parce qu'ils modulent le couple thermohygrométrique, la température, le vent et la pluviométrie sont trois facteurs majeurs de « contrôle » écologique, actifs du niveau des biomes et des écosystèmes à celui des individus, des organes et du métabolisme d'organismes minuscules. Bien que les masses d'eau marines aient une inertie thermique importante, les écosystèmes marins et insulaires sont très sensibles aux changements climatiques et aux oscillations climatiques.
Un effet spectaculaire est la disparition provisoire de nombreuses espèces de poissons à l'ouest des côtes du Nord de l'Amérique du Sud (et le retour de la bonite dans le Pacifique ouest), mais partout où les changements du climat sont longs et significatifs, les écosystèmes peuvent être affectés, notamment là où les incendies de forêt, les tempêtes, les sécheresses ou au contraire les inondations sont plus intenses et inhabituellement longs. La pêche, l'agriculture, la sylviculture, la chasse de subsistance, etc. peuvent être moins productives. Les bouleversements épisodiques anormaux d’El Niño accélèrent la dégradation d'espèces ou d'habitats rendus vulnérables par la pollution ou leur surexploitation par l'Homme (récifs coralliens notamment). Nombre des catastrophes induites par El Niño (par exemple, dans le Pacifique intertropical de juillet 1982 à avril 1983) peuvent aussi avoir des impacts secondaires sur l'environnement.
Des effets différés dans l'espace et le temps existent aussi ; par exemple, en modifiant légèrement le niveau de l’eau, El Niño a induit des mortalités de coraux en Indonésie.
Des effets écoépidémiologiques sont la diffusion de maladies à vecteur quand les oscillations d'El Niño favorisent leur vecteur biologique (tiques, moustique, mouches, etc.), phénomènes qui pourraient avoir eu une importance dans l'Histoire humaine et d'autres espèces,.
En France, les statistiques montrent que les années où El Niño est dans l'océan Pacifique, les virus hivernaux font moins de décès,,.

### Équateur et Pérou

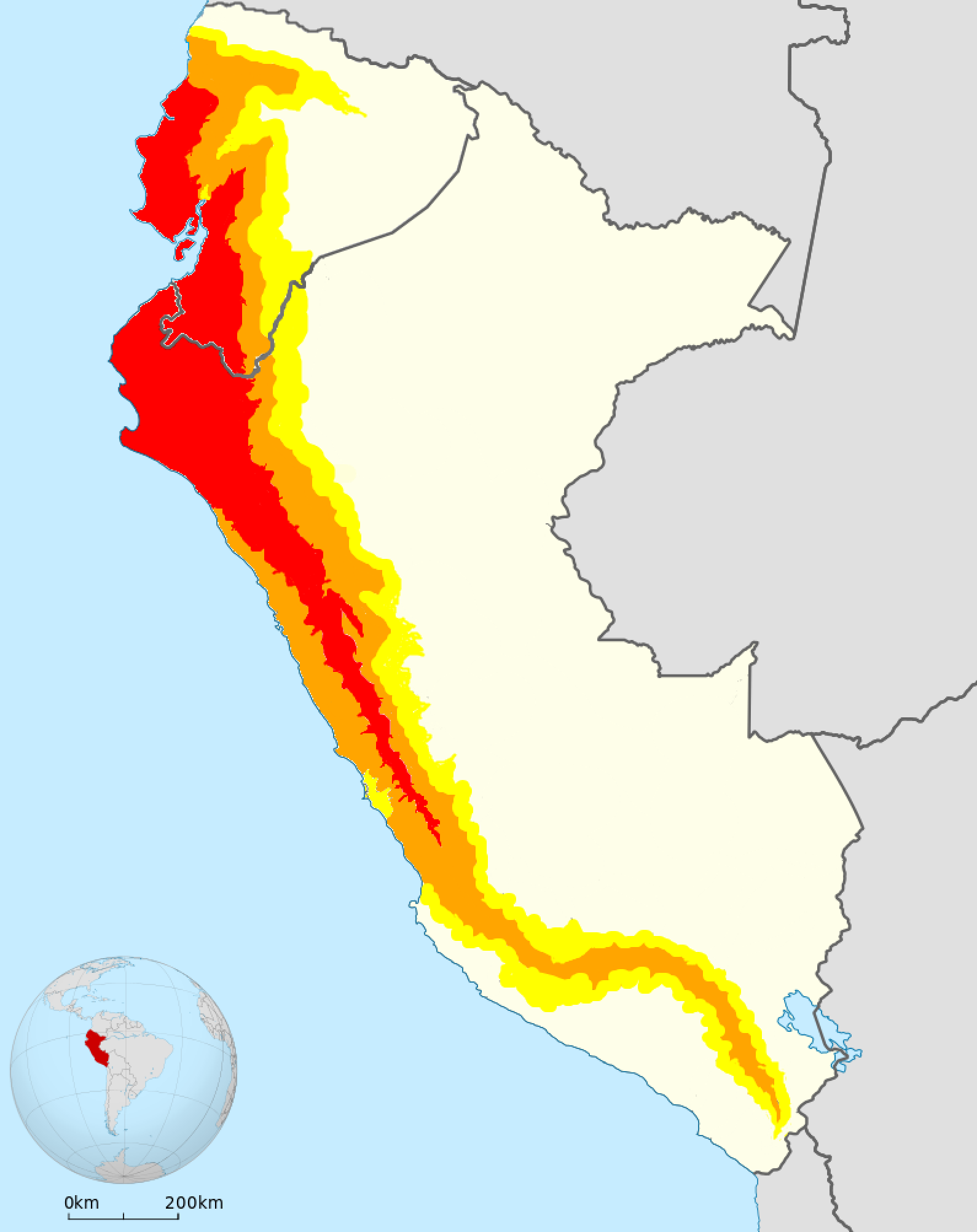
Zones côtières affectées durant l'épisode 2016-2017.

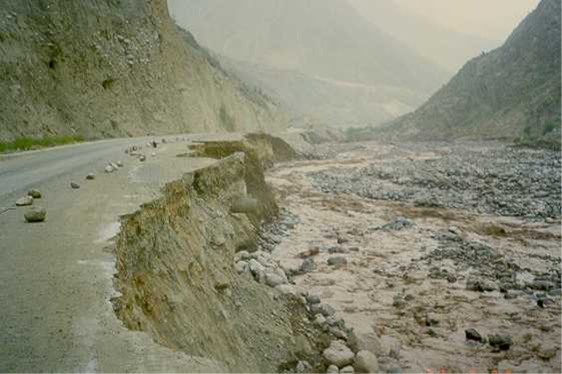
Route emportée au Pérou en zone aride, lors de pluies diluviennes lors de lEl Niño de l'hiver 1997-1998. L'épisode survenu 20 ans plus tard a causé 113 morts au moins et détruit environ 40000 maisons.

En raison de leur position géographique, l’Équateur et le Pérou sont les pays les plus affectés par le phénomène, ce pourquoi un Centre international de recherche interdisciplinaire sur le phénomène El Niño a été établi à Guayaquil, en Équateur.
Ainsi en 2017, à la suite d'un régime climatique « côtier » El Niño inhabituellement violent (pire que lors de l’El Niño 2015-2016) les pluies torrentielles ont en février-mars lessivé la partie nord du désert côtier du nord du pays (habituellement épargné par les pluies ; il n'y avait presque pas plu depuis 20 ans). L’année 2017 y a connu des inondations catastrophiques (113 morts au moins et 40 000 maisons détruites environ).
Pour anticiper les risques et améliorer la résilience écologique et socioéconomique de ces territoires, les scientifiques cherchent à comprendre comment les écosystèmes arides de ces régions se sont adaptés à des cycles de décennies sans beaucoup de pluie entrecoupées de courtes périodes de pluies torrentielles suivies d'une période de reverdissement du désert, de réapparition des oiseaux et de rivières turbides et de nos jours chargées de pollution (d'origine minière notamment). Les pluies ont des effets dramatiques sur la population qui n'y est pas préparée, mais sont source de vie pour le désert. Une première étude a été menée après l'El Niño de 1997–1998 qui avait aussi inondé cette région. On a trouvé dans le désert des espèces sauvages apparentées à des cultures domestiquées - tomates, poivrons, courges et pommes de terre dont les graines avaient conservé durant au moins 20 ans leur pouvoir germinatif, ainsi que des plantes cultivées par des paysans sur des sols rendus fertiles par les alluvions apportées par les inondations.
Le désert du Nord du Pérou abrite au XXIe siècle des terres agricoles irriguées, et des zones de forêt sèche récemment fortement dégradées par l'agriculture industrielle, l'urbanisation et la production de bois et de charbon de bois. Oliver Whaley (botaniste anglais des Jardins botaniques royaux de Kew) étudie les forêts sèches du Pérou depuis les années 1990. L'une des essences importantes de ces forêts localement dénommée huarango (Prosopis spp.), adaptée à ce désert, est en déclin rapide à cause d'infestations récentes d'insectes et d'un champignon. Ana Juárez (botaniste péruvienne) note que ces arbres semblent (provisoirement au moins) bénéficier des inondations et pluies qui auraient pu emporter un grand nombre des insectes nuisibles. Les images satellites montrent que les rivières Tumbes et Chira ont débordé en apportant des sédiments riches en nutriments sur des zones cultivées.
Cependant, la destruction de la forêt sèche exacerbe l’érosion et les inondations causées par les tempêtes et pluies torrentielles. Des aménagements du bassin versant (dont sur les rivières canalisées, barrées et draguées) ne tenant pas compte des crues inhabituelles ont aussi aggravé les risques et la dispersion de polluants miniers, cynégétiques, routiers, urbains et agricoles (pesticides et engrais) par l'eau, jusqu'à l'océan, ce qui inquiète des scientifiques comme Carlos Zavalaga (université scientifique du Sud de Lima), spécialiste des oiseaux marins du littoral péruvien. Ceux-ci doivent déjà s'adapter à l'éloignement des bancs d'Anchois péruviens qui les prive de leur nourriture. Ainsi, en février 2017, les deux tiers des Cormorans des Bougainville nichant sur le littoral de Punta San Juan (centre-sud du Pérou) avaient abandonné leurs nids ; or ils sont aussi une source de guano riche en iode (oligoélément vital, y compris pour la santé humaine), encore exploité dans la région. Zavalaga prévoyait d'étudier la situation dans les semaines suivantes, ainsi que d'analyser le sang et les plumes d’oiseaux à la recherche de contaminants récents ou anciens emportés ou dispersés par les pluies.
Selon B. Fraser dans Nature (2018), « Personne n’avait prédit la catastrophe de cette année  [2017] avant qu’il ne soit trop tard » et ses effets en Amérique du Sud ont été sous-estimés car si les scientifiques avaient bien prédit l'essentiel phénomène El Niño de 2015-2016, et même si le volume de précipitations de 2017 est comparable à celui de l'évènement El Niño de 1997-1998, les causes en sont différentes et les scientifiques ont encore besoin de mieux comprendre le mécanisme de ces El Niños côtiers atypiques (tels que ceux des années 1920 et 1970), et de leur lien avec les cycles océaniques ou climatiques plus larges. Un manque de financement a freiné les études. Ainsi, les systèmes de surveillance installés dans des bouées océaniques par des scientifiques péruviens et équatoriens après le passage d'El Niño de 1997 à 1998 ont été vandalisés sans avoir pu être réparés et tout le réseau d'instruments océaniques d'étude de l'atmosphère océanique de la zone intertropicale souffre de détérioration et de restrictions budgétaires.

### Europe
Le phénomène El Niño peut influencer le climat européen à travers le phénomène de télécorrélation atmosphérique,.
Les années El Niño ont tendance à être marquées par un automne plus humide et par un hiver plus froid et plus sec de janvier à mars sur le nord de l'Europe,.

### Bassin Méditerranéen
Les périodes d'El Niño peuvent engendrer de plus faibles précipitations printanières et une hausse des précipitations automnales d'environ 10 % en Méditerranée occidentale dans l'année précédant la phase mature du phénomène.

### Variabilité de la position du trait de côte mondial
L’évolution du littoral à l’échelle mondiale est dominée par El Niño. Plusieurs organismes de recherche, dont l’IRD et le CNES soulignent l’influence du phénomène El Niño sur les côtes à l’échelle mondiale. Les scientifiques ont analysé les données ENSO (El Niño – oscillation australe) entre 1993 et 2019 sur les positions du trait de côte et niveau de la mer. Ces données leur ont permis de révéler l'élévation du niveau de la mer et l'influence des cours d'eau. Les résultats de cette étude fournissent un nouveau cadre pour comprendre et prévenir des risques côtiers induits par le climat,.

## Explication actuelle
El Niño résulte d’un déplacement atmosphérique périodique de la circulation de Walker (modèle que les progrès scientifiques de ces dernières années n’ont pas intrinsèquement modifié). Ce déplacement, encore mal expliqué, modifie le parcours d'un courant marin d’une taille comparable à une fois et demie celle des États-Unis. Il survient exceptionnellement certaines années (une à deux fois par décennie en moyenne), le long des côtes péruviennes vers décembre-janvier,,,,.
Dans la zone de convergence des alizés, dite zone de convergence intertropicale (ZCIT) se situe le mouvement ascendant de la circulation de Walker. Quand les alizés soufflent le plus, les remontées d'eau froide des profondeurs (upwelling) le long de l'océan Pacifique équatorial refroidissent l’air qui les surplombe. Cela crée ainsi une différence de température entre la côte est du Pacifique et le large. Un régime de brise s'établit donc entre ces deux zones, ce qui crée une subsidence de l'air le long de la côte et une ascendance au large. Dans ces conditions, la vapeur d'eau contenue dans l'air près de la côte ne peut se condenser et former des nuages ou gouttes de pluie. Ainsi l’air reste libre de nuages pendant les années « normales » dans l'est du Pacifique. La pluie dans la ceinture équatoriale est alors largement confinée dans l’extrême ouest du bassin, au voisinage de l’Indonésie.
Mais quand les alizés s’affaiblissent et régressent vers l’est lors du début d’un évènement El Niño, la remontée d'eau des profondeurs ralentit et l’océan se réchauffe. La température entre le centre et l'est du Pacifique s'égalise alors, ce qui coupe la circulation de Walker vers l'ouest. L’air humide en surface de l’océan se réchauffe, ce qui génère de fortes pluies lorsque la ZCIT, qui se déplace dans son mouvement nord-sud, n'est pas inhibée près de la côte de l'Amérique du Sud par de l'eau froide. Cette modification des températures de surface océanique est donc responsable du déplacement vers l’est du maximum de pluie sur le Pacifique central. Les ajustements atmosphériques associés correspondent à une baisse de pression dans le Pacifique central et oriental et à une augmentation de pression dans le Pacifique Ouest (Indonésie et Australie), propice à un plus grand retrait des alizés.
Un El Niño est annoncé par un net renforcement des alizés du sud-est, lesquels entraînent une accumulation d’eaux chaudes dans le Pacifique Ouest, faisant monter le niveau de la mer sur les côtes australiennes, et un abaissement relatif le long de la côte sud-américaine. Puis dès que les vents du sud faiblissent, les eaux « chaudes » du Pacifique Ouest envahissent celles du Pacifique Est. C’est alors le début du phénomène El Niño. Ce dernier est donc relié à un affaiblissement temporaire, et très prononcé, de l’anticyclone de l'île de Pâques présent au milieu du Pacifique, ce qui diminue la force des alizés du sud-est. Le reflux en masse de l’eau chaude accumulée dans la partie occidentale du Pacifique Sud vers l'Est agit selon le principe d'un effet de seiche.
El Niño dure généralement environ dix-huit mois. Ensuite, les eaux froides gagnent l’Ouest, concluant l'épisode, qui peut être suivi de son inverse La Niña : les pressions atmosphériques de l’Est et de l’Ouest du Pacifique semblent corrélées (quand elles augmentent à l’Ouest, elles diminuent à l’Est, et inversement). Ce phénomène accélère les vents de surface d’est en ouest, du Pérou jusqu’en Indonésie où il diminue en période El Niño.
De nombreuses recherches visent encore à préciser le mécanisme de ce phénomène marin.
|  |  |  |

## Étude et prévision du phénomène

### Histoire de l'étude d'El Niño
Sir Gilbert Walker et l'oscillation australe
Scientifique britannique brillant et déterminé, chef du service météorologique indien, Gilbert Walker fut affecté en 1920 en Inde à la prévision de la mousson asiatique. Il se lia à avec des scientifiques sud-américains qui lui fournissaient le résultat de leurs études sur les effets locaux d'El Niño et mit en évidence en 1923, une corrélation temporelle entre les relevés barométriques à l'Ouest et à l'Est du Pacifique Sud : la pression augmentait à l'Ouest quand elle diminuait à l'Est (phénomène El Niño), et inversement. Du fait de cette situation d'équilibre et de balance, il nomma ce phénomène Southern Oscillation (oscillation australe en français). Cette même année 1923, il crée un index (auquel il donne son nom), ayant pour fonction de mesurer l'écart de pression entre l'Est et l'Ouest de l'océan Pacifique. Quand l'indice, et donc l'écart, augmente, la pression est élevée à l'Est du Pacifique, et les alizés sont plus forts. Quand l'indice chute, les alizés sont moins puissants, entraînant des hivers plutôt doux au Canada et en Amérique occidentale. Le tout est accompagné par des sécheresses en Australie, en Indonésie, en Inde et certains secteurs africains.
L'un de ses collègues l'attaqua à ce sujet dans une revue scientifique, trouvant « parfaitement ridicule l'idée que des conditions climatiques de régions du globe aussi distantes l'une de l'autre puissent être liées entre elles de la sorte ». Gilbert Walker répliqua qu'une explication plus précise devait exister, mais qu'elle « exigerait vraisemblablement une connaissance des structures du vent à des niveaux autres que le sol ». Cela impliquait des notions et des moyens d'observation inconnus à l'époque, mais les méthodes de recherche actuelles ont effectivement confirmé la théorie de l'« index de pression Walker ».
Jacob Bjerknes et le phénomène ENSO
Dans les décennies suivantes, les climatologues se penchèrent sur l'énigme des îles désertiques du Pacifique central équatorial. Ces îles, bien que recevant (selon des statistiques climatiques américano-canadiennes) la même quantité de pluie que leurs voisines luxuriantes, étaient désespérément stériles. En fait, cette stérilité était due à une variation de l'index de pression Walker : la plupart du temps, l'indice de ce dernier était plutôt élevé, entraînant de très faibles, voire inexistantes, précipitations annuelles. Cependant, au cours d'une période qui se répétait tous les deux à sept ans environ, ces îles subissaient un déluge de plusieurs mois (de décembre à mi-juin).
Le lien, apparemment évident entre ce phénomène et El Niño ne sera établi que dans les années 1960, par le météorologue norvégien Jacob Bjerknes qui note en 1967 que les observations de Walker et El Niño concordent en tout point. Il eut même l'idée de compléter le nom d'El Niño en y associant la découverte du Britannique : le phénomène se nommerait désormais ENSO, soit El Niño Southern Oscillation (El Niño Oscillation australe).
Plus tard, Jacob Bjerknes a aussi établi le lien entre les changements de températures de surface de la mer, la puissance des alizés et les fortes précipitations accompagnant souvent les creux barométriques à l'Est comme à l'Ouest du Pacifique (correspondant aux phases d'un index de Walker d'indice bas).

### Un intérêt grandissant vers la fin duXXesiècle
Depuis 1982, date d'un ENSO ayant dévasté toute la ceinture des pays de la ceinture intertropicale et même affecté le climat européen, des milliers de scientifiques et de chercheurs du monde entier ont essayé de comprendre le phénomène. Durant cette période, seuls deux programmes apportèrent des réponses à certaines interrogations.
TOGA
Lancé en 1985, le programme de collaboration internationale Tropical Ocean and Global Atmosphere (TOGA : « Étude des océans tropicaux et étude globale de l'atmosphère »), a permis de mieux comprendre le couplage océan-atmosphère. Il a duré onze ans et a servi de base au lancement de ses successeurs. Il s'est penché tout particulièrement sur les variations du couplage dues à El Niño.
WOCE
Programme lancé cinq ans après le TOGA par 44 pays, dont tous ceux de l'Union européenne de l'époque, le World Ocean Circulation Experiment (en) (WOCE : « Expérience sur la circulation océanique à l'échelle mondiale ») avait pour but d'établir une description océanique globale. Il a notamment permis d'établir un modèle climatique pouvant plus ou moins prévoir les années durant lesquelles frapperait le phénomène ENSO.
CLIVAR et GODAE
La suite de ces programmes fut prise par le Climate Variability and predictability programme (CLIVAR : « Programme d'étude de prévision et de variation du climat ») qui étudiait le climat et les interactions océan-glace-atmosphère à l'échelle de la planète, et par le Global Ocean Data Assimilation Experiment (GODAE) qui, en 2003-2005, préparaient la mise en place d'un système mondial de surveillance et de prévision climatique.

### Les années 2000

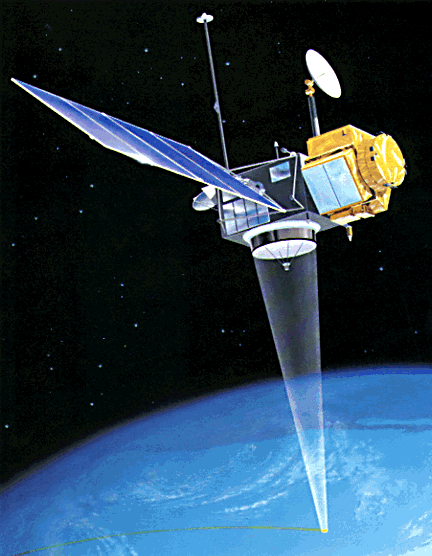
Le satellite TOPEX/Poseidon.

Après des débuts balbutiants, l'étude d’El Niño connait un véritable essor au XXIe siècle. Les nouvelles techniques et les nouveaux moyens mis à la disposition des chercheurs permirent d'effectuer des progrès considérables dans l'analyse du phénomène.
Institut de Recherche pour le Développement
En 2000, l'Institut de recherche pour le développement (IRD) a lancé le programme ECOP (Étude climatique de l'océan Pacifique tropical) pour étudier les variations climatiques dues à ENSO et à son opposé, La Niña. La même année, l'IRD lançait également, avec un budget de 132 000 €, le programme PALEOCEAN qui, de son côté, étudiait les coraux. La technique du carottage du corail, récemment développée, lui permit d'utiliser les coraux comme paléothermomètres. Ces derniers contiennent de l'uranium et du strontium, dont la quantité présente varie en fonction de la température de surface de la mer, et qui est mesuré par spectrométrie. Ces éléments-témoins datent les coraux et attestent de la fluctuation du niveau de la mer au cours des ans.
Un satellite bien particulier
En 1992, la NASA et le Centre national d'études spatiales (CNES) s’unirent pour lancer le satellite TOPEX/Poseidon avec la fusée Ariane 4. L’engin de 2,4 tonnes fut envoyé à une altitude de 1 336 km, faisant un tour de la Terre toutes les 112 minutes, et pouvant observer jusqu'à 90 % des océans. Le CNES et la NASA mirent les 50 000 mesures quotidiennes de TOPEX/Poseidon à la disposition de la communauté scientifique dès juillet 1993. Plus de 600 scientifiques de 54 pays exploitèrent ces mesures, distribuées via deux banques de données : l’une située aux États-Unis, l’autre, le centre AVISO, se trouvant à Toulouse. Ce centre produisait tous les mois un CD-ROM regroupant toutes les données collectées par le satellite, soit près de deux millions de mesures mensuelles.
En octobre 2005, un incident technique a fait perdre au satellite ses capacités de manœuvre sur orbite, le mettant ainsi dans l’impossibilité d’acquérir de nouvelles données scientifiques. Le satellite a donc terminé sa mission le 5 janvier 2006, après treize ans dans l’espace et plus de 60 000 révolutions autour de la Terre.

### Prévisions
Les observations de TOPEX/Poseidon s’insérèrent dans plusieurs grands programmes scientifiques internationaux, parmi lesquels WOCE, TOGA, CLIVAR, et GODAE (avec MERSEA sa composante européenne). Les organismes de météorologie, eux aussi, puisaient dans les données du satellite. Ainsi, ces mesures se révélèrent bientôt indispensables, et il devint évident qu'un nouveau programme devrait prendre la suite de TOPEX/Poseidon.
Le programme Jason
Depuis son lancement par Delta II le 7 décembre 2001, le satellite Jason-1, successeur de TOPEX/Poseidon, suivi par Jason-2, Jason-3 et Sentinel-6 Michael Freilich livre des données exploitables en temps réel (environ trois heures après la réception des données). Le programme Jason a été conçu comme une série de satellites. Les satellite Jason-1 sont cinq fois plus léger que TOPEX/Poseidon (seulement 500 kilogrammes pour trois mètres d'envergure) et environ deux fois moins cher[réf. nécessaire]. Il permet une précision au moins égale, si ce n'est supérieure, à celle de son prédécesseur, du fait de la collaboration entre ses mesures et celles prises, directement à la surface océanique de la Terre, par des navires spécialisés ou des bouées météorologiques.
Les données altimétriques fournissent également en temps presque réel des observations océaniques permettant l’élaboration de prévisions météorologiques. Grâce aux mesures de Jason-1, Météo-France fournit ainsi des bulletins réguliers sur l’état de l’océan mais aussi des alertes météorologiques en cas de dégradation des conditions météorologiques. Jason-1 s’insère dans le projet d’océanographie opérationnelle Mercator, lancé en 1997 et devenu un groupement d'intérêt public en 2002 (partenariat entre le CNES, le CNRS/INSU, l’IFREMER, l’IRD, Météo-France et le SHOM). Mercator permet d’effectuer une surveillance en temps réel des océans (réalisation de bulletins hebdomadaires de l’état de la mer), mais aussi des prévisions à long terme concernant les phénomènes bioclimatiques tels qu'El Niño.

### Hypothèses de corrélation astronomique
En 2019, l'Atmospheric Science Program, concluent que la transition entre El Niño et La Nina est corrélé avec des vagues océaniques souterraines entraînées par des marées lunaires et déclenchant ainsi une anomalie de la température de surface de la mer. Les trois mois lunaires : draconiques (passage nodal : 27,212 208 jours), sidéraux (période de l’espace inertiel : 27,321 661 jours) et anomalistiques (périgée à périgée : 27,554 551 jours) se combinent pour donner des cycles de 6 ans, 8,85 ans et 18,6 ans,.
Des scientifiques financés par la National Science Foundation et le programme Living With a Star de la NASA en 2021 se sont appuyés sur une « horloge » mesurant l’activité solaire sur une période de 22 ans dérivée du cycle de polarité magnétique du Soleil, qu’ils ont décrit comme une alternative plus régulière au cycle solaire de 11 ans.

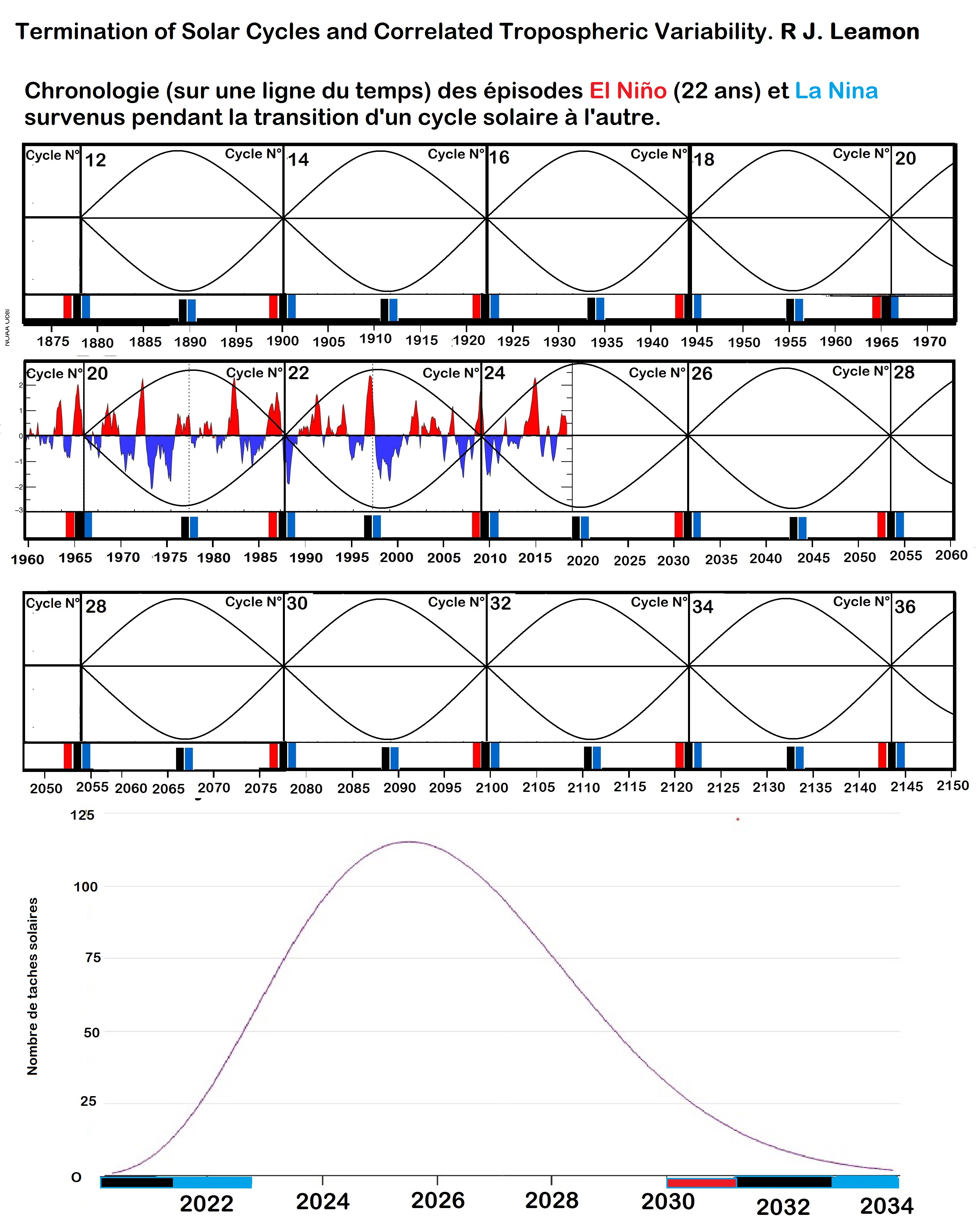
On peut étendre le modèle El Nino vers l’avant ou vers l’arrière par étapes de 22 ans.

Selon l'étude, le cycle de 22 ans commence lorsque les bandes magnétiques de charge opposée qui enveloppent le Soleil apparaissent près des latitudes polaires de l’étoile. Au cours du cycle, ces bandes migrent vers l’équateur, provoquant l’apparition de taches solaires lorsqu’elles traversent les latitudes moyennes. Le cycle se termine lorsque les groupes se rencontrent au milieu, s’annihilant mutuellement dans ce que l’équipe de recherche appelle un événement terminal. Ces « terminators » fournissent des repères précis pour la fin d’un cycle et le début du suivant. Les chercheurs ont comparé ces événements de terminaison aux températures de surface de la mer du Pacifique tropical, remontant jusqu'à 1960, et constaté que les cinq événements de terminaison qui se sont produits au cours de cette période (1960 et 2010-11) coïncidaient tous avec le passage d’El Niño à La Niña,.

## Coopération internationale pour l'atténuation des effets d'El Niño
Une résolution des Nations-Unies a fait du Centre international de recherche sur El Niño de Guayaquil (en Équateur) une référence pour les services climatiques et la réduction des risques de catastrophe associés au changement climatique dans la région andine de la Côte ouest de l’Amérique du Sud et dans le monde. Il est chargé d'aider à collecter les données, de développer des études appliquées et de périodiquement mettre à jour les données sur les phénomènes El Niño/La Niña, sous l'égide de l’OMM.
Pour accomplir son mandat, il doit former un objectif de 560 responsables locaux et régionaux sur les impacts climatiques, la gestion du risque, les systèmes d’alerte rapide et les stratégies d’adaptation. Il a créé également une nouvelle base de données climatiques pour la région et un système d'information sur le climat pour la gestion du risque à l'agriculture, l'amélioration des statistiques, des prévisions climatiques et des alertes avec l’aide de plus de 150 experts.
L’OMM et le Centre encadreront la concertation entre les décideurs politiques et les professionnels à propos du suivi sur des conditions d’El Niño et de La Niña. Ils organiseront périodiquement des forums régionaux sur les perspectives climatiques en Afrique, en Amérique du Sud, en Amérique centrale, en Asie, dans les îles du Pacifique, les Caraïbes et l’Europe du Sud-Est pour discuter des objectifs opérationnels.